# Kvalspelet till U21-Europamästerskapet i fotboll 2021 (grupp 9)
Grupp 9 i kvalspelet till U21-Europamästerskapet i fotboll 2021 består av fem lag: Tyskland, Belgien, Wales, Bosnien och Hercegovina och Moldavien. Lagindelningen i de nio grupperna i gruppspelet bestämdes genom en lottning på Uefas högkvarter i Nyon, Schweiz den 11 december 2018.
Matcherna i gruppen var från början schemalagda att spelas mellan den 26 mars 2019 och 13 oktober 2020. Enligt det ursprungliga formatet skulle gruppsegrarna samt det bästa andraplacerade laget att kvalificera sig för huvudturneringen, medan övriga åtta grupptvåor skulle mötas i ett playoff.
Den 17 mars 2020 avbröts samtliga matcher på grund av coronaviruspandemin. Den 17 juni 2020 meddelade Uefa att gruppspelet skulle förlängas till den 17 november 2020 och att playoff-matcherna skulle bli inställda. Istället skulle gruppvinnarna samt de fem bästa andraplacerade lagen att kvalificera sig för huvudturneringen.

## Tabell
| Nr | Lag                     | S | V | O | F | GM | IM | MS  | P  |
| -- | ----------------------- | - | - | - | - | -- | -- | --- | -- |
| 1  | Tyskland                | 8 | 6 | 0 | 2 | 22 | 10 | +12 | 18 |
| 2  | Belgien                 | 8 | 4 | 1 | 3 | 18 | 9  | +9  | 13 |
| 3  | Bosnien och Hercegovina | 8 | 3 | 2 | 3 | 9  | 7  | +2  | 11 |
| 4  | Wales                   | 8 | 3 | 0 | 5 | 8  | 15 | −7  | 9  |
| 5  | Moldavien               | 8 | 2 | 1 | 5 | 6  | 22 | −16 | 7  |

## Matcher
|       | 26 mars 2019 | Bosnien och Hercegovina                                            | 4 – 0           | Moldavien | Stadion Grbavica                                      |                                                       |
| 17:00 | 17:00        | Besim Šerbečić 23′ Zinedin Mustedanagić 44′, 55′ Marijan Ćavar 73′ | (2 – 0) Rapport |           | Sarajevo Publik: 336 Domare: Zbynek Proske (Tjeckien) | Sarajevo Publik: 336 Domare: Zbynek Proske (Tjeckien) |
| 17:00 | 17:00        |                                                                    |                 |           | Sarajevo Publik: 336 Domare: Zbynek Proske (Tjeckien) | Sarajevo Publik: 336 Domare: Zbynek Proske (Tjeckien) |
| 17:00 | 17:00        |                                                                    |                 |           | Sarajevo Publik: 336 Domare: Zbynek Proske (Tjeckien) | Sarajevo Publik: 336 Domare: Zbynek Proske (Tjeckien) |

|       | 6 september 2019 | Wales              | 1 – 0           | Belgien | Racecourse Ground                                   |                                                     |
| 18:00 | 18:00            | Brennan Johnson 3′ | (1 – 0) Rapport |         | Wrexham Publik: 304 Domare: Danilo Grujić (Serbien) | Wrexham Publik: 304 Domare: Danilo Grujić (Serbien) |
| 18:00 | 18:00            |                    |                 |         | Wrexham Publik: 304 Domare: Danilo Grujić (Serbien) | Wrexham Publik: 304 Domare: Danilo Grujić (Serbien) |
| 18:00 | 18:00            |                    |                 |         | Wrexham Publik: 304 Domare: Danilo Grujić (Serbien) | Wrexham Publik: 304 Domare: Danilo Grujić (Serbien) |

|       | 10 september 2019 | Belgien | 0 – 0   | Belgien | Den Dreef                                            |                                                      |
| 20:00 | 20:00             |         | Rapport |         | Leuven Publik: 823 Domare: Volen Chinkov (Bulgarien) | Leuven Publik: 823 Domare: Volen Chinkov (Bulgarien) |
| 20:00 | 20:00             |         |         |         | Leuven Publik: 823 Domare: Volen Chinkov (Bulgarien) | Leuven Publik: 823 Domare: Volen Chinkov (Bulgarien) |
| 20:00 | 20:00             |         |         |         | Leuven Publik: 823 Domare: Volen Chinkov (Bulgarien) | Leuven Publik: 823 Domare: Volen Chinkov (Bulgarien) |

|       | 10 september 2019 | Wales                  | 1 – 5           | Tyskland                                                        | Racecourse Ground                                 |                                                   |
| 20:00 | 20:00             | Mark Harris 48′ (str.) | (0 – 4) Rapport | 19′, 24′, 29′ Robin Hack 41′ Johannes Eggestein 50′ Adrian Fein | Wrexham Publik: 841 Domare: Tomasz Musiał (Polen) | Wrexham Publik: 841 Domare: Tomasz Musiał (Polen) |
| 20:00 | 20:00             |                        |                 |                                                                 | Wrexham Publik: 841 Domare: Tomasz Musiał (Polen) | Wrexham Publik: 841 Domare: Tomasz Musiał (Polen) |
| 20:00 | 20:00             |                        |                 |                                                                 | Wrexham Publik: 841 Domare: Tomasz Musiał (Polen) | Wrexham Publik: 841 Domare: Tomasz Musiał (Polen) |

|       | 11 oktober 2019 | Moldavien                         | 2 – 1           | Wales                | CSR Orhei                                       |                                                 |
| 16:00 | 16:00           | Alexandr Belousov 41′, 47′ (str.) | (1 – 1) Rapport | 24′ Nathan Broadhead | Orhei Publik: 350 Domare: Ümit Öztürk (Turkiet) | Orhei Publik: 350 Domare: Ümit Öztürk (Turkiet) |
| 16:00 | 16:00           |                                   |                 |                      | Orhei Publik: 350 Domare: Ümit Öztürk (Turkiet) | Orhei Publik: 350 Domare: Ümit Öztürk (Turkiet) |
| 16:00 | 16:00           |                                   |                 |                      | Orhei Publik: 350 Domare: Ümit Öztürk (Turkiet) | Orhei Publik: 350 Domare: Ümit Öztürk (Turkiet) |

|       | 15 oktober 2019 | Bosnien och Hercegovina | 0 – 2           | Tyskland                         | Bilino Polje                                     |                                                  |
| 18:00 | 18:00           |                         | (0 – 1) Rapport | 29′ Luca Kilian 79′ Lukas Nmecha | Zenica Publik: 2 500 Domare: Jens Maae (Danmark) | Zenica Publik: 2 500 Domare: Jens Maae (Danmark) |
| 18:00 | 18:00           |                         |                 |                                  | Zenica Publik: 2 500 Domare: Jens Maae (Danmark) | Zenica Publik: 2 500 Domare: Jens Maae (Danmark) |
| 18:00 | 18:00           |                         |                 |                                  | Zenica Publik: 2 500 Domare: Jens Maae (Danmark) | Zenica Publik: 2 500 Domare: Jens Maae (Danmark) |

|       | 15 oktober 2019 | Belgien                                                                              | 4 – 1           | Moldavien          | Den Dreef                                           |                                                     |
| 20:00 | 20:00           | Loïs Openda 9′ Francesco Antonucci 29′ Zinho Vanheusden 76′ Jérémy Doku 90+1′ (str.) | (2 – 1) Rapport | 33′ Maxim Cojocaru | Leuven Publik: 886 Domare: Kaspar Sjöberg (Sverige) | Leuven Publik: 886 Domare: Kaspar Sjöberg (Sverige) |
| 20:00 | 20:00           |                                                                                      |                 |                    | Leuven Publik: 886 Domare: Kaspar Sjöberg (Sverige) | Leuven Publik: 886 Domare: Kaspar Sjöberg (Sverige) |
| 20:00 | 20:00           |                                                                                      |                 |                    | Leuven Publik: 886 Domare: Kaspar Sjöberg (Sverige) | Leuven Publik: 886 Domare: Kaspar Sjöberg (Sverige) |

|       | 17 november 2019 | Tyskland                               | 2 – 3           | Belgien                                   | Schwarzwald-Stadion                                                   |                                                                       |
| 16:00 | 16:00            | Nico Schlotterbeck 38′ Ragnar Ache 81′ | (1 – 2) Rapport | 26′ Zinho Vanheusden 43′, 70′ Loïs Openda | Freiburg Publik: 16 504 Domare: Fábio José Costa Veríssimo (Portugal) | Freiburg Publik: 16 504 Domare: Fábio José Costa Veríssimo (Portugal) |
| 16:00 | 16:00            |                                        |                 |                                           | Freiburg Publik: 16 504 Domare: Fábio José Costa Veríssimo (Portugal) | Freiburg Publik: 16 504 Domare: Fábio José Costa Veríssimo (Portugal) |
| 16:00 | 16:00            |                                        |                 |                                           | Freiburg Publik: 16 504 Domare: Fábio José Costa Veríssimo (Portugal) | Freiburg Publik: 16 504 Domare: Fábio José Costa Veríssimo (Portugal) |

|       | 19 november 2019 | Wales           | 1 – 0           | Bosnien och Hercegovina | Racecourse Ground                                         |                                                           |
| 17:00 | 17:00            | Liam Cullen 71′ | (0 – 0) Rapport |                         | Wrexham Publik: 1 282 Domare: Georgios Kominis (Grekland) | Wrexham Publik: 1 282 Domare: Georgios Kominis (Grekland) |
| 17:00 | 17:00            |                 |                 |                         | Wrexham Publik: 1 282 Domare: Georgios Kominis (Grekland) | Wrexham Publik: 1 282 Domare: Georgios Kominis (Grekland) |
| 17:00 | 17:00            |                 |                 |                         | Wrexham Publik: 1 282 Domare: Georgios Kominis (Grekland) | Wrexham Publik: 1 282 Domare: Georgios Kominis (Grekland) |

|       | 3 september 2020 | Tyskland                                                                             | 4 – 1           | Moldavien             | Brita-Arena                                             |                                                         |
| 18:15 | 18:15            | Mërgim Berisha 11′ Lukas Nmecha 63′ (str.) Nico Schlotterbeck 75′ Florian Krüger 80′ | (1 – 0) Rapport | 85′ Artiom Carastoian | Wiesbaden Publik: 0 Domare: Nejc Kajzatović (Slovenien) | Wiesbaden Publik: 0 Domare: Nejc Kajzatović (Slovenien) |
| 18:15 | 18:15            |                                                                                      |                 |                       | Wiesbaden Publik: 0 Domare: Nejc Kajzatović (Slovenien) | Wiesbaden Publik: 0 Domare: Nejc Kajzatović (Slovenien) |
| 18:15 | 18:15            |                                                                                      |                 |                       | Wiesbaden Publik: 0 Domare: Nejc Kajzatović (Slovenien) | Wiesbaden Publik: 0 Domare: Nejc Kajzatović (Slovenien) |

|       | 4 september 2020 | Bosnien och Hercegovina | 1 – 0           | Wales | Bosnia and Herzegovina FA Training Centre         |                                                   |
| 16:30 | 16:30            | Ševkija Resić 75′       | (0 – 0) Rapport |       | Zenica Publik: 0 Domare: Mykola Balakin (Ukraina) | Zenica Publik: 0 Domare: Mykola Balakin (Ukraina) |
| 16:30 | 16:30            |                         |                 |       | Zenica Publik: 0 Domare: Mykola Balakin (Ukraina) | Zenica Publik: 0 Domare: Mykola Balakin (Ukraina) |
| 16:30 | 16:30            |                         |                 |       | Zenica Publik: 0 Domare: Mykola Balakin (Ukraina) | Zenica Publik: 0 Domare: Mykola Balakin (Ukraina) |

|       | 8 september 2020 | Belgien                                                                           | 4 – 1           | Tyskland                | Den Dreef                                         |                                                   |
| 16:00 | 16:00            | Mike Trésor Ndayishimiye 20′, 60′ (str.) Charles De Ketelaere 51′ Loïs Openda 77′ | (1 – 1) Rapport | 32′ (str.) Lukas Nmecha | Leuven Publik: 0 Domare: Michael Fabbri (Italien) | Leuven Publik: 0 Domare: Michael Fabbri (Italien) |
| 16:00 | 16:00            |                                                                                   |                 |                         | Leuven Publik: 0 Domare: Michael Fabbri (Italien) | Leuven Publik: 0 Domare: Michael Fabbri (Italien) |
| 16:00 | 16:00            |                                                                                   |                 |                         | Leuven Publik: 0 Domare: Michael Fabbri (Italien) | Leuven Publik: 0 Domare: Michael Fabbri (Italien) |

|       | 8 september 2020 | Moldavien                | 1 – 1           | Bosnien och Hercegovina | Stadionul Zimbru                                          |                                                           |
| 18:00 | 18:00            | Artur Crăciun 88′ (str.) | (0 – 0) Rapport | 51′ Amar Beganović      | Chișinău Publik: 0 Domare: Sebastian Gishamer (Österrike) | Chișinău Publik: 0 Domare: Sebastian Gishamer (Österrike) |
| 18:00 | 18:00            |                          |                 |                         | Chișinău Publik: 0 Domare: Sebastian Gishamer (Österrike) | Chișinău Publik: 0 Domare: Sebastian Gishamer (Österrike) |
| 18:00 | 18:00            |                          |                 |                         | Chișinău Publik: 0 Domare: Sebastian Gishamer (Österrike) | Chișinău Publik: 0 Domare: Sebastian Gishamer (Österrike) |

|       | 9 oktober 2020 | Moldavien | 0 – 5           | Tyskland                                                                                | Stadionul Zimbru                                  |                                                   |
| 18:15 | 18:15          |           | (0 – 3) Rapport | 19′, 25′ (str.) Lukas Nmecha 41′ Salih Özcan 67′ Jonathan Burkardt 90+2′ Dominik Kother | Chișinău Publik: 0 Domare: Ferenc Karakó (Ungern) | Chișinău Publik: 0 Domare: Ferenc Karakó (Ungern) |
| 18:15 | 18:15          |           |                 |                                                                                         | Chișinău Publik: 0 Domare: Ferenc Karakó (Ungern) | Chișinău Publik: 0 Domare: Ferenc Karakó (Ungern) |
| 18:15 | 18:15          |           |                 |                                                                                         | Chișinău Publik: 0 Domare: Ferenc Karakó (Ungern) | Chișinău Publik: 0 Domare: Ferenc Karakó (Ungern) |

|       | 9 oktober 2020 | Belgien | 5 – 0           | Wales | Den Dreef                                             |                                                       |
| 20:00 | 20:00          | Mike Trésor Ndayishimiye 17′ (str.) Albert Sambi Lokonga 20′, 34′ Jelle Bataille 77′ Loïs Openda 81′ (str.) | (3 – 0) Rapport |       | Leuven Publik: 0 Domare: Emmanouil Skoulas (Grekland) | Leuven Publik: 0 Domare: Emmanouil Skoulas (Grekland) |
| 20:00 | 20:00          | |                 |       | Leuven Publik: 0 Domare: Emmanouil Skoulas (Grekland) | Leuven Publik: 0 Domare: Emmanouil Skoulas (Grekland) |
| 20:00 | 20:00          | |                 |       | Leuven Publik: 0 Domare: Emmanouil Skoulas (Grekland) | Leuven Publik: 0 Domare: Emmanouil Skoulas (Grekland) |

|       | 13 oktober 2020 | Moldavien         | 1 – 0           | Belgien | Malaya Sportivnaya Arena                         |                                                  |
| 16:00 | 16:00           | Denis Furtună 38′ | (1 – 0) Rapport |         | Tiraspol Publik: 0 Domare: Pavel Orel (Tjeckien) | Tiraspol Publik: 0 Domare: Pavel Orel (Tjeckien) |
| 16:00 | 16:00           |                   |                 |         | Tiraspol Publik: 0 Domare: Pavel Orel (Tjeckien) | Tiraspol Publik: 0 Domare: Pavel Orel (Tjeckien) |
| 16:00 | 16:00           |                   |                 |         | Tiraspol Publik: 0 Domare: Pavel Orel (Tjeckien) | Tiraspol Publik: 0 Domare: Pavel Orel (Tjeckien) |

|       | 13 oktober 2020 | Tyskland         | 1 – 0           | Bosnien och Hercegovina | Sportpark Ronhof Thomas Sommer                     |                                                    |
| 18:15 | 18:15           | Lukas Nmecha 29′ | (1 – 0) Rapport |                         | Fürth Publik: 0 Domare: Boris Marhefka (Slovakien) | Fürth Publik: 0 Domare: Boris Marhefka (Slovakien) |
| 18:15 | 18:15           |                  |                 |                         | Fürth Publik: 0 Domare: Boris Marhefka (Slovakien) | Fürth Publik: 0 Domare: Boris Marhefka (Slovakien) |
| 18:15 | 18:15           |                  |                 |                         | Fürth Publik: 0 Domare: Boris Marhefka (Slovakien) | Fürth Publik: 0 Domare: Boris Marhefka (Slovakien) |

|       | 13 november 2020 | Wales                                                             | 3 – 0           | Moldavien | Racecourse Ground                                  |                                                    |
| 18:00 | 18:00            | Terry Taylor 61′ Nathan Broadhead 77′ (str.) Momodou Touray 90+3′ | (0 – 0) Rapport |           | Wrexham Publik: 0 Domare: Loukas Sotiriou (Cypern) | Wrexham Publik: 0 Domare: Loukas Sotiriou (Cypern) |
| 18:00 | 18:00            |                                                                   |                 |           | Wrexham Publik: 0 Domare: Loukas Sotiriou (Cypern) | Wrexham Publik: 0 Domare: Loukas Sotiriou (Cypern) |
| 18:00 | 18:00            |                                                                   |                 |           | Wrexham Publik: 0 Domare: Loukas Sotiriou (Cypern) | Wrexham Publik: 0 Domare: Loukas Sotiriou (Cypern) |

|       | 17 november 2020 | Tyskland                                      | 2 – 1           | Wales           | Eintracht-Stadion                                          |                                                            |
| 18:15 | 18:15            | Lukas Nmecha 17′ (str.) Jonathan Burkardt 26′ | (2 – 1) Rapport | 34′ Mark Harris | Braunschweig Publik: 0 Domare: Arman Ismuratov (Kazakstan) | Braunschweig Publik: 0 Domare: Arman Ismuratov (Kazakstan) |
| 18:15 | 18:15            |                                               |                 |                 | Braunschweig Publik: 0 Domare: Arman Ismuratov (Kazakstan) | Braunschweig Publik: 0 Domare: Arman Ismuratov (Kazakstan) |
| 18:15 | 18:15            |                                               |                 |                 | Braunschweig Publik: 0 Domare: Arman Ismuratov (Kazakstan) | Braunschweig Publik: 0 Domare: Arman Ismuratov (Kazakstan) |

|       | 17 november 2020 | Bosnien och Hercegovina                            | 3 – 2           | Belgien                                    | Asim Ferhatović Hase-stadion                   |                                                |
| 18:15 | 18:15            | Milan Savić 29′ Ševkija Resić 31′ Stefan Kovač 70′ | (2 – 1) Rapport | 7′ Thibault De Smet 90′ (str.) Loïs Openda | Sarajevo Publik: 0 Domare: Yigal Frid (Israel) | Sarajevo Publik: 0 Domare: Yigal Frid (Israel) |
| 18:15 | 18:15            |                                                    |                 |                                            | Sarajevo Publik: 0 Domare: Yigal Frid (Israel) | Sarajevo Publik: 0 Domare: Yigal Frid (Israel) |
| 18:15 | 18:15            |                                                    |                 |                                            | Sarajevo Publik: 0 Domare: Yigal Frid (Israel) | Sarajevo Publik: 0 Domare: Yigal Frid (Israel) |

## Målskyttar
Det gjordes 63 mål på 20 matcher, vilket gav ett snitt på 3,15 mål per match.
7 mål
- Lukas Nmecha

6 mål
- Loïs Openda

3 mål
- Mike Ndayishimiye
- Robin Hack

2 mål
- Albert Sambi Lokonga
- Zinho Vanheusden
- Zinedin Mustedanagić
- Ševkija Resić
- Jonathan Burkardt
- Nico Schlotterbeck
- Alexandr Belousov
- Nathan Broadhead
- Mark Harris

1 mål
- Francesco Antonucci
- Jelle Bataille
- Charles De Ketelaere
- Thibault De Smet
- Jérémy Doku
- Amar Beganović
- Marijan Ćavar
- Stefan Kovač
- Milan Savić
- Besim Šerbečić
- Ragnar Ache
- Mërgim Berisha
- Johannes Eggestein
- Adrian Fein
- Luca Kilian
- Dominik Kother
- Florian Krüger
- Salih Özcan
- Artiom Carastoian
- Maxim Cojocaru
- Artur Crăciun
- Denis Furtună
- Liam Cullen
- Brennan Johnson
- Terry Taylor
- Momodou Touray